# Psychotria lamarinensis
Psychotria lamarinensis är en måreväxtart som beskrevs av Clement W. Hamilton. Psychotria lamarinensis ingår i släktet Psychotria och familjen måreväxter. Inga underarter finns listade i Catalogue of Life.